# Kolačkov
Kolačkov (in ungherese Kalács, in tedesco Klautsch) è un comune della Slovacchia facente parte del distretto di Stará Ľubovňa, nella regione di Prešov.